# دينيسي وايت
دينيسي وايت (بالإنجليزية: Dean White)‏ (4 ديسمبر 1958 هيستينغز المملكة المتحدة - ) هو لاعب كرة قدم بريطاني يلعب كلاعب وسط.